# Lastenes de Creta
Lastenes de Creta (en llatí Lasthenes, en grec antic Λασθένης "Lasthénes") fou un dirigent cretenc que va prendre part activa en convèncer els illencs de resistir l'atac de Marc Antoni Crètic l'any 73 aC.
Quan després de la derrota d'Antoni els cretencs van enviar una ambaixada a Roma, per demanar la pau, el senat va imposar com a condició la rendició i entrega dels caps principals oposats a Roma: Lastenes i Panares, però els cretencs van rebutjar aquesta condició i va seguir la guerra que va portar Quint Metel Crètic (68 aC) en la que Lastenes va ser un dels principals caps de la resistència cretenca. Juntament amb Panares va reunir un exèrcit de 24000 homes amb els quals van fer front als romans durant uns tres anys gràcies a l'habilitat dels arquers i a la seva actuació personal.
Finalment Metel va derrotar Lastenes prop de Cidònia que va fugir cap a Cnossos, on el general romà el va assetjar. Lastenes va incendiar la casa on vivia cremant tots els objectes de valor, i aprofitant la confusió es va escapar a Lictos, però finalment es va haver de rendir amb la condició de salvar la vida. Metel va voler conservar a Lastenes i a Panares com a presoners per adornar el seu triomf a la tornada a Roma, però els va haver d'entregar a Gneu Pompeu sota la protecció del qual s'havien posat els cretencs.